# Treasure Island, Florida
Treasure Island är en stad (city) i Pinellas County, i delstaten Florida, USA. Enligt United States Census Bureau har staden en folkmängd på 6 711 invånare (2011) och en landarea på 4 km².